# District historique de Yosemite Village
Le district historique de Yosemite Village, ou Yosemite Village Historic District en anglais, est un district historique dans le comté de Mariposa, en Californie, aux États-Unis. Protégé au sein du parc national de Yosemite, il est inscrit au Registre national des lieux historiques depuis le 30 mars 1978.
Le bureau de poste de Parc national du Yosemite en est une propriété contributrice.